# Florida Agricultural and Mechanical University
La Florida Agricultural and Mechanical University, anche conosciuta come Florida A&M University, Florida A&M e con l'acronimo FAMU è un'università di Tallahassee, in Florida, negli Stati Uniti d'America. Trattasi della terza università storicamente afroamericana più grande del paese e l'unica pubblica in Florida del suo genere.

## Storia
Lo State Normal and Industrial College for Colored Students venne fondato nel 1887 dalle ceneri dello State Normal College for Colored Students. Nel 1909 l'istituto venne rinominato Florida Agricultural and Mechanical College for Negroes.
Nel 1923 diversi campus universitari vennero distrutti durante una rivolta studentesca causata dalla decisione di Cary Augustus Hardee di eliminare il programma di arti liberali dall'università e convertirla in una scuola esclusivamente professionale. Quando, in tale circostanza, il presidente dell'università Nathan B. Young fu obbligato a dimettersi su pressione del Florida Board of Control, ciò portò alla distruzione di altri edifici universitari. In seguito, il programma di arti liberali venne ripristinato dopo la fine del mandato di Hardee e la nomina di J. R. E. Lee come quarto presidente dell'università. 
Nel 1953 divenne un'università e assunse il nome attuale.
Nel 1997 la Florida Agricultural and Mechanical University venne eletta "college dell'anno" da Time-Princeton Review.
Nel 2019 la FAMU e altre università storicamente afroamericane avviarono una partnership con Adtalem Global Education e la sua scuola di medicina della Ross University a scopo di lucro nelle Barbados.